# Upplands Lokaltrafik
Upplands Lokaltrafik AB, kurz UL, ist die für den öffentlichen Nahverkehr zuständige Gesellschaft in der schwedischen Provinz Uppsala län. Seit dem 1. Januar 2012 gehört UL zu 100 Prozent dem Landsting von Uppsala län, vorher war die Gesellschaft Gemeinschaftseigentum des Landsting und der Kommunen im Uppsala län. Upplands Lokaltrafik ist verantwortlich für den Stadtbusverkehr in Uppsala und Enköping, den Regionalbusverkehr in der Provinz und den Regionalzugverkehr von Uppsala nach Gävle und Sala.

## Verkehrsangebot

### Stadtbusverkehr in Uppsala
Der Stadtbusverkehr in Uppsala wird von der Gesellschaft Gamla Uppsala Buss AB im Auftrag von UL durchgeführt.

### Stadtbusverkehr in Enköping
Innerhalb der Stadt Enköping führt die Gesellschaft Sambus AB den Stadtbusverkehr im Auftrag von UL durch.

### Regionalbusverkehr
In der Provinz Uppsala län existiert ein dichtes Netz von Regionalbuslinien, welches von privaten Gesellschaften im Auftrag von UL betrieben wird. Neben regulären Bussen verkehren dabei zwischen Uppsala und Enköping sowie Västerås auch Expressbuslinien.

### Zugverkehr
Unter dem Namen Upptåget betrieb UL zwischen 1991 und 2022 Zugverkehr. Zunächst wurde nur die Strecke Uppsala–Tierp bedient. Ab August 2006 wurde der Verkehr in nördlicher Richtung bis Gävle und in südlicher Richtung über den Flughafen Stockholm/Arlanda bis Upplands Väsby verlängert. Im Dezember 2012 wurden die UL-Züge zwischen Upplands Väsby und Uppsala durch Pendeltåg-Züge von Storstockholms Lokaltrafik (SL) ersetzt sowie eine neue Upptåget-Verbindung zwischen Uppsala und Sala eingerichtet. Zum Fahrplanwechsel im Juni 2022 wurde Upptåget in das regionsübergreifende System Mälartåg integriert.

## Tarifsystem

### Zoneneinteilung
Ab dem 1. April 2014 war das UL-Tarifgebiet in fünf Zonen eingeteilt: Zone 1 umfasste das Stadtgebiet von Uppsala und damit mit Ausnahme von Storvreta und Bälinge das bisherige Einzugsgebiet des Stadtbusverkehrs. In Zone 2 befanden sich alle Ortschaften, die den Gemeinden Uppsala und Knivsta angehören. Zone 3 umfasste alle übrigen Gemeinden innerhalb der Provinz Uppsala län. Zone 4 umfasste den von UL betriebenen Verkehr in den benachbarten Provinzen Gävleborgs län, Västmanlands län und Södermanlands län. In Zone 5 lag der Flughafen Stockholm/Arlanda.

### Fahrkarten
Bis August 2013 existierten verschiedene, miteinander nicht kompatible Fahrkartensysteme im Stadt-, Regionalbus- und Zugverkehr. Diese basierten im Regionalbus- und Zugverkehr auf Pappkarten mit Magnetstreifen, im Stadtbusverkehr auf Chipkarten.
Im September 2013 wurden diese durch ein einheitliches, auf Chipkarten basierendes System ersetzt. Nun konnten sowohl Zeit- oder Mehrfahrtenkarten als auch ein Reskassa genanntes Guthaben für Einzelfahrten auf die gleiche Karte geladen werden. Es blieb jedoch vorerst bei einer teilweisen tariflichen Trennung zwischen Stadt- und Regionalverkehr, mit Fahrkarten des Stadtverkehrs durften weder Regionalbusse noch Züge benutzt werden.
Am 1. April 2014 wurde auch das Tarifsystem vereinheitlicht und damit die Trennung zwischen Stadt- und Regionalverkehr aufgehoben. Seitdem berechtigen sämtliche Fahrkarten zur Benutzung aller UL-Verkehrsmittel innerhalb ihres Geltungsbereiches. Zeitkarten (außer 24-Stundenkarten) gelten seitdem im gesamten Tarifgebiet, während sich der Preis für Einzelfahrkarten nach der Anzahl der durchfahrenen Zonen richtet.

### Abschaffung der Zoneneinteilung
Zum 22. Januar 2024 wurde, wie schon einige Jahre zuvor schon im Regionalverkehr Stockholm, die Zoneneinteilung abgeschafft. Die bisherigen Einzelfahrkarten wurden dabei umbenannt in 75-Minuten-Tickets, denn sie gelten nun für beliebig viele Fahrten innerhalb von 75 Minuten ab dem Kauf bzw. der Aktivierung. Läuft die Gültigkeitsdauer ab, während man sich in einem Verkehrsmittel befindet, so darf die Fahrt mit diesem Verkehrsmittel ohne Nachlösen beendet werden.

### Bezahlsysteme
Mit der Abschaffung der Tarifzonen wurden sämtliche bisher erhältlichen Mehrfahrtenkarten abgeschafft, ebenso die Ermäßigung beim Fahrkartenkauf vom auf der UL-Chipkarte oder in der UL-App gespeichertem Guthaben. Seitdem gibt es nur noch Zeitkarten für das gesamte Tarifgebiet mit unterschiedlicher Geltungsdauer, deren Preis unabhängig vom Vertriebsweg ist:
- 75-Minuten (erhöhter Preis bei Fahrten zum oder vom Flughafen Arlanda)
- 24 Stunden
- 7 Tage
- 30 Tage
- 90 Tage
- 365 Tage (ausschließlich auf UL-Chipkarte)

Bevorzugtes Bezahlsystem ist die UL-Smartphone-App, über die das gesamte Ticketangebot außer den Jahreskarten jederzeit online erworben werden kann. Tickets können darin sowohl für sofortige Nutzung als auch für späteren Reiseantritt erworben werden. In letzterem Fall muss das Ticket vor Fahrtantritt in der App aktiviert werden. Aktivierte App-Tickets werden als 2D-Code (Aztec-Code) angezeigt. An den Eingangstüren der UL-Busse sind 2D-Code-Lesegeräte installiert. Die Zahlung erfolgt entweder über eine an die App gekoppelte Kredit- oder Debitkarte, oder über den schwedischen Mobilfunk-Bezahldienst Swish. Über beide Zahlungswege kann auch ein Reiseguthaben („Reskassa“) in die App geladen werden, welches später ohne erneute Transaktion genutzt werden kann.
Alternativ kann im Vorverkauf eine UL-Chipkarte erworben werden, auf die dann sowohl eine Zeitkarte als auch ein Reiseguthaben geladen werden kann. Die Aufladung erfolgt entweder an Vorverkaufsstellen oder (nur mit Kartenzahlung) an UL-Automaten.
Papiertickets für maximal 7 Tage Gültigkeit können bei Vorverkaufsstellen, an Automaten oder beim Busfahrer erworben werden. Barzahlung ist dabei nur in den Vorverkaufsstellen möglich, sonst nur Kartenzahlung.

### Besonderheiten
- In den Pendeltåg-Zügen zwischen Uppsala und Stockholm können keinerlei Tickets gekauft werden. Pendeltåg-Reisende sind verpflichtet, vor Fahrtantritt ein gültiges Ticket zu erwerben. Für Inhaber von SL-Access-Karten stehen auf den Bahnsteigen in Uppsala und Knivsta SL-Chipkartenleser zur Verfügung.

- Reisen zum Flughafen Stockholm-Arlanda: Für Busfahrten von oder zum Flughafen Arlanda gilt ein besonderer Tarif, hier kostet das 75-Minuten-Ticket den 3-fachen Preis eines normalen Tickets. Wer mit dem Pendeltåg von oder nach Arlanda reist, muss zusätzlich zum normalen UL-Tarif einen Zuschlag für die Benutzung des Bahnhofs Arlanda C erwerben. Dies geht entweder in der UL-App oder an der Sperre am Ausgang im Flughafen.[5]

- Kombitickets: UL-Fahrkarten gelten in den Pendeltåg-Zügen lediglich zwischen Uppsala und Arlanda. Fahrgäste, die über Arlanda hinaus Richtung Stockholm reisen möchten, können kombinierte Fahrkarten im Vorverkauf, an Automaten und als elektronisches Ticket erwerben.

- Wochenendrabatt: An Wochenenden und bestimmten allgemeinen Feiertagen können Erwachsene, die ein gültiges UL-Ticket besitzen, bis zu 6 Kinder von 7 bis einschließlich 11 Jahren kostenlos mitnehmen.[6]